# Eunidia flavicans
Eunidia flavicans là một loài bọ cánh cứng trong họ Cerambycidae.